# Monstro de Flatwoods

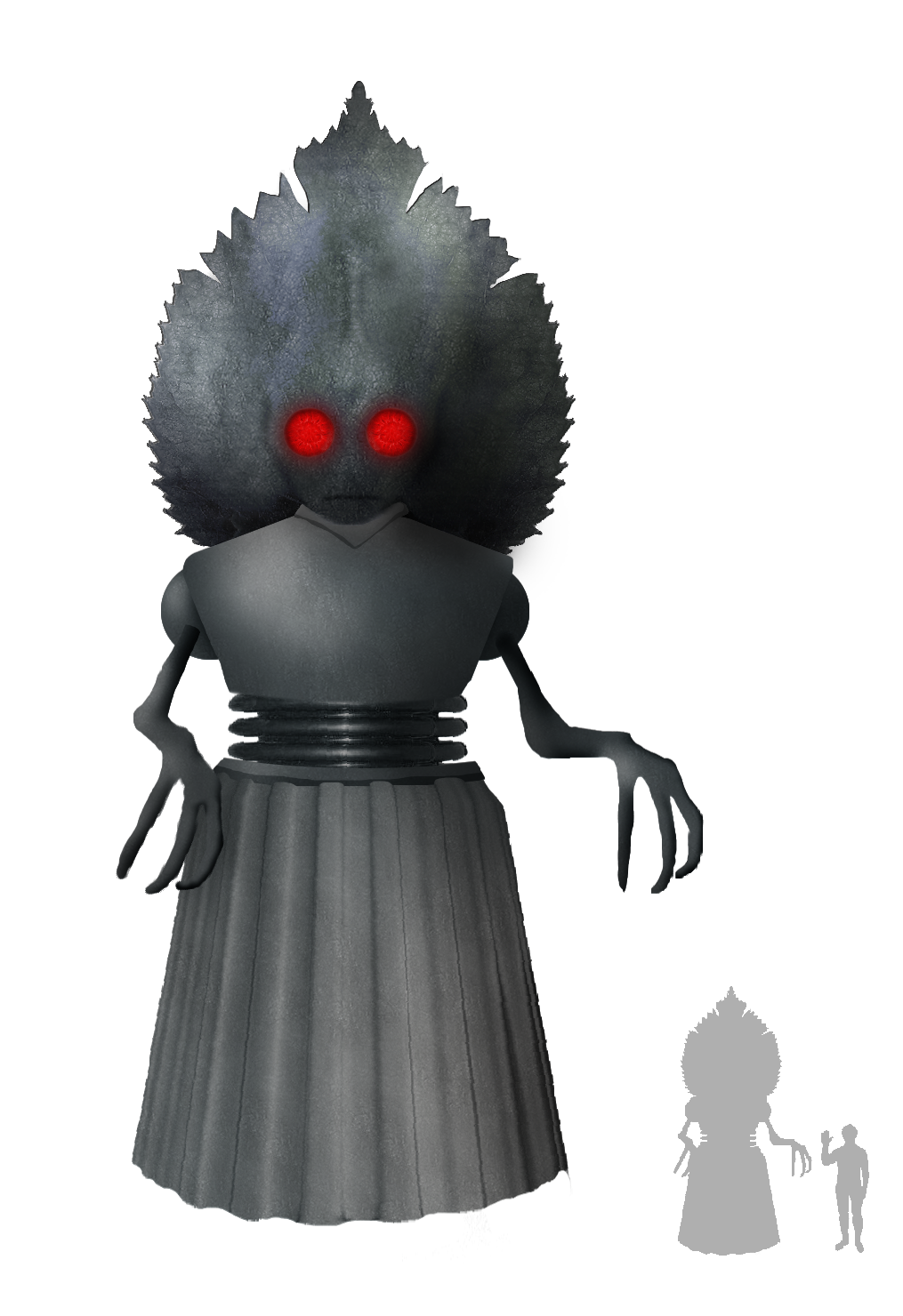
Impressão do artista do Monstro de Flatwoods.

O Monstro de Flatwoods, também conhecido como Monstro do condado de Braxton ou o Fantasma de Braxton, no folclore da Virgínia Ocidental, nos Estados Unidos, é uma entidade que teria sido avistada por várias testemunhas perto da cidade de Flatwoods no Condado de Braxton, em 12 de setembro de 1952, após o aparecimento de um objeto brilhante cruzando o céu noturno. Cinquenta anos mais tarde, investigadores concluíram que provavelmente a luz era um meteoro e a criatura era uma coruja-das-torres empoleirada em uma árvore, com sombras fazendo-o parecer um grande humanoide. Entusiastas e testemunhas, contudo, afirmam que a criatura pode ser um alienígena e a cidade de Flatwoods acabou ganhando muito em turismo devido ao incidente.

## Aparência
Existem várias descrições da entidade. Muitos concordam que ele tem pelo menos 2,1 m de altura, tem o corpo preto e o rosto parecia brilhar por dentro. Testemunhas descreveram a criatura com olhos não-humanos, tinha a cabeça alongada e com formato parecido com os lados de um diamante ou como tendo um grande capô circular na parte de trás. O corpo da criatura foi descrito como um formato não-humano e revestido com um exoesqueleto escuro com pregas; mais tarde descrito como uma sombra. Alguns registros contam que a criatura aparentava não ter braços visíveis devido a sua incrível velocidade. Outros descreveram-na com braços longos e pegajosos projetados para frente do corpo terminando em longos dedos em formatos de garras. O monstro é citado no programa MonsterQuest, em março de 2010 como sendo um reptiliano.
Uma bola de luz grande e vermelha foi associada ao monstro pairando acima ou pousada no chão. Ufolólogos acreditam que isso poderia ser um tipo transporte motorizado que a entidade pilotava.

## Cronologia
As 7h15 da manhã do dia 12 de setembro de 1952, dois irmãos, Edward e Fred May e o amigo deles Tommy Hyer, na época com 13, 12 e 10 anos, respectivamente, testemunharam um objeto brilhante cruzando o céu. O fazendeiro local, G. Bailey Fisher acreditou que o objeto parecia pousar na terra.
Ao testemunhar o objeto, os garotos foram para a casa da mãe dos irmãos May, Kathleen May, onde eles relataram ter visto um OVNI caindo no chão nas colinas. De lá, a senhora May acompanhou os três garotos, mais um outro garoto, Neil Nunley de 14 anos e o guarda nacional da Virgínia Ocidental Eugene 'Gene' Lemon de 17 anos foram até a fazenda de Fisher num esforço para encontrarem o que seja que os garotos tinham visto.
O cachorro do guarda Lemon correu além do campo de visão do grupo e começou a latir e momentos depois ele voltou com o rabo entre as pernas. Depois de percorrerem cerca de 400 metros, o grupo chegou ao topo da colina onde eles reportaram que viram uma grande bola de fogo pulsando a cerca de 15 metros a direita deles. Eles também observaram uma névoa pungente que fizeram seus olhos e narizes queimarem. O guarda Lemon relatou duas luzes pequenas à esquerda do objeto debaixo de um pé de carvalho e direcionou sua lanterna para lá revelando a criatura a qual ele relatou que emitiu um assobio estridente com o nariz antes de se mover na direção deles, porém, ela mudou sua direção indo para a luz vermelha. Nesse momento, o grupo fugiu em pânico.
Ao retornar para casa, a senhora May contatou o xerife local, Robert Carr e o senhor A. Lee Stewert, co-proprietário do jornal local Braxton Democrat. Stewert realizou uma série de perguntas e retornou ao local com o guarda Lemon mais tarde ,naquela mesma noite, e ele relatou que "tinha um odor repugnante de metal queimado ainda prevalecendo". O xerife Carr e o deputado Burnell Long realizaram buscas na área separadamente mas não reportaram ter encontrado algum vestígio do encontro.
Logo cedo, na manhã seguinte, no sábado, dia 13 de setembro, o senhor A Lee Stewert voltou a local pela segunda vez e descobriu duas faixas alongadas na lama, bem como vestígios de um líquido preto espesso. Ele os informou imediatamente como sendo um possível sinal de um pouso de um objeto voador no formato de disco, na premissa que a área não tinha se submetido ao tráfego de veículos por pelo menos um ano. Isso foi revelado mais tarde que as marcas eram susceptíveis de ser um daqueles caminhões de 1942 da Chevrolet dirigido pelo morador local Max Lockard que tinha ido ao local para olhar a criatura algumas horas antes a descoberta do Stewert.
Depois do evento, o senhor Willian e Donna Smith, investigadores associados a Civilian Saucer Investigation Group (Grupo de Investigação Civil de Discos), obtiveram um número de relatos de testemunhas que afirmaram ter experiências similares ou fenômenos relacionados. Nesses relatos incluem a história de uma mãe sua filha de 21 anos que afirmaram ter encontrado uma criatura com a mesma aparência e odor uma semana antes ao incidente de 12 de setembro. O encontro relatado afetou a filha de maneira tão ruim que ela teve que ser confinada no hospital Clarksburg por 3 semanas. Elas também garantiram que o estado da mãe do guarda Eugene Lemon, na qual ela disse que no local aproximado da queda, sua casa foi violentamente sacudida e seu rádio cortou sem sinal por 45 minutos e um relato do diretor do quadro de educação local que afirmou ter visto um disco voador decolando as 6:30 na manhã do dia 13 de setembro (na mesma manhã que a criatura foi avistada).

### Doença
Depois do encontro com a criatura, vários membros do grupo do incidente do dia 12 de setembro relataram terem apresentado sintomas semelhantes os quais persistiram por algum tempo e eles atribuíram por ter sido expostos a névoa emitida pela criatura. Esses sintomas incluíam irritação no nariz e inchaço na garganta. Lemon sofreu com vômitos e convulsões durante toda a noite e teve dificuldades com a garganta por muitas semanas depois.
Um médico que tratou muitas das testemunhas relatou que descreveu os sintomas apresentados como sendo similares ao de vítimas de virose embora alguns sintomas também são comumente apresentados nos casos de histeria que podem ser trazidos em uma exposição a um evento traumático ou chocante.

## Explicações convencionais
Depois de examinar o caso por 48 anos depois do evento, Joe Nickell do grupo de investigação paranormal Comitê para a Investigação Cética (em inglês, Committee for Skeptical Inquiry (CSI)), concluiu em 2000 que a luz brilhante no céu relatada pelas vítimas do incidente de 12 de setembro era quase como um meteoro, que a luz vermelha pulsante era como um sinalizador de navegação de perigo para aeronaves e que a criatura descrita pelas testemunhas se assemelhava a uma coruja. Nickell afirmou que os últimos dois dos que foram destorcidos pelo estado intensificado de ansiedade sentido pelas testemunhas depois de ter observado a forma. A conclusão de Nickell foi compartilhada por uma quantidade de outros investigadores, inclusive aqueles da força aérea. O homem-mariposa e o caso do encontro de Kelly Hopkinsville também foram rejeitados pelos céticos como avistamentos de corujas.

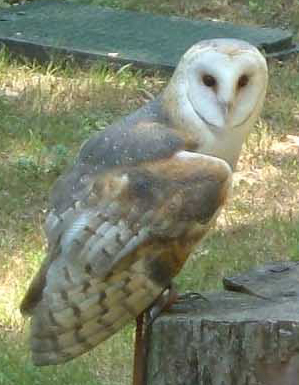
Uma coruja de celeiro vista com suas garras e sua face no formato de ás de espadas.

No avistamento de 12 de setembro, um meteoro foi observado cruzando três estados americanos: Maryland, Pensilvânia e Virgínia Ocidental. E foram erroneamente relatados como aeronaves em chamas caindo ao lado da colina em Elk River (Virgínia Ocidental) aproximadamente 18 km à sudoeste da localidade dos avistamentos de Flatwoods.[carece de fontes?] Três luzes vermelhas de sinalizadores de aeronaves também visíveis da área dos avistamentos[carece de fontes?] possivelmente representando as luzes vermelhas avistadas pelas testemunhas e pela tinta vermelha no rosto da criatura.
Nickell concluiu que o formato, movimento e sons relatados pelas testemunhas também eram consistentes com a silhueta, padrão de voos, e com o chamado de uma coruja de celeiro assustada empoleirada em um galho de árvore, levando os pesquisadores a concluir que a folhagem abaixo da coruja pode ter criado a ilusão de porções inferiores da criatura (descrita como sendo uma saia com pregas verdes). Os pesquisadores também concluíram que a incapacidade das testemunhas de concordarem que a criatura tinha ou não braços combinado com o relato de Kathleen May ela tinha "mãos pequenas como garras" as quais "estendiam a sua frente" também correspondia com a descrição de uma coruja de celeiro com suas garras segurando um galho de árvore  No entanto, alguns perguntaram se era uma coruja então porque eles não o viram como tal mesmo depois de brilhar um holofote direito para ela. Muitos investigadores contradisseram que isso e o suposto "deslizamento" da criatura pode ser atribuído a histeria e o estado elevado de tensão entre as testemunhas levando ao pânico e a irracionalidade.
Explicações alternativas incluíam aquelas apresentadas pela mídia local, que o grupo de 12 de setembro tinha testemunhado o impacto de um meteoro que resultou em um vapor de nuvem no formato humano, e aquelas de Kathleen May e seus filhos (gravadas algum tempo depois do incidente) que eles tinham visto algum tipo de aeronave secreta do governo. Uma outra explicação possível se encontra nas observações de um morador idoso do condado de Braxton que foi ouvido ao visitar um membro da família há algumas semanas depois do incidente: "... (seu filho) pensou que ele estava indo assustar alguém...".